# 유정 (1987년 영화)
《유정》은 1987년에 개봉한 대한민국의 영화이다.

## 캐스팅
- 이미선 : 남정임 역
- 이정길 : 최석 역
- 이미숙 : 부인 역
- 정재곤 : 오진우 역
- 윤양하 : 박 교수 역
- 장인한 : 촌부 역
- 고상미 : 마담 역
- 최성관 : 스즈끼박사 역
- 김진경 : 최순임 역
- 이형초 : 어린 정임 역
- 이재은 : 어린 순임 역